# Dudley Graham Johnson
Dudley Graham Johnson VC, CB, DSO s ploščico, MC, britanski general, * 13. februar 1884, † 21. december 1975.

## Življenjepis
Med drugo bursko vojno se je bojeval v sestavi Wiltshire Regiment. Leta 1903 je bil premeščen k The South Wales Borderers.
Kot poveljnik 2. bataljona The Royal Sussex Regiment se je med prvo svetovno vojno 4. novembra 1918 izkazal v bitki za kanal Sambre, tako da je bil odlikovan s Viktorijinim križcem.
Pozneje je bil poveljnik 2. bataljona North Staffordshire Regiment (1928), poveljnik 12. pehotne brigade (1933) in poveljnik 4. pehotne divizije (1938–40). Leta 1940 je postal poveljnik Poveljstva Aldershot, naslednje leto pa je bil imenovan za inšpektorja pehote; upokojil se je leta 1944.